# Cine de Sudán
El cine de Sudán comenzó con la cinematografía de la colonia británica a principios del siglo XX. Después de la independencia en 1956, se estableció una vigorosa tradición de cine documental, pero las presiones financieras y el desánimo por parte del gobierno islamista llevaron al declive del cine a partir de la década de 1990. Desde la década de 2010, varias iniciativas han mostrado un resurgimiento alentador del cine y el interés público en los programas de cine en Sudán. 

## Sudán colonial
Algunas de las primeras películas de Sudán tuvieron lugar en las colonias británicas: John Benett-Stanford, un soldado convertido en corresponsal de guerra, filmó imágenes de las tropas británicas en 1898, justo antes de la Batalla de Omdurman. Este cortometraje silencioso fue proyectado y vendido en Gran Bretaña bajo el título Alarmando a la Compañía de Guardias Granaderos de la Reina en Omdurman. En 1912, las autoridades coloniales británicas hicieron una película documental de la visita del rey Jorge V al país y la proyectaron en un teatro al aire libre. Durante los primeros años del siglo, los cineastas pioneros viajaron por el Nilo desde El Cairo hasta Sudán y más allá, filmando películas para las curiosas audiencias en casa, como en un documental que muestra a Lord Kitchener inspeccionando a sus tropas en Jartum. 
En la década de 1920, los inmigrantes griegos, que también habían estado entre los primeros fotógrafos de Sudán, establecieron cines para películas mudas en Jartum. Otros empresarios sudaneses fundaron posteriormente la Sudan Cinema Corporation, que abrió más cines en otras ciudades y distribuyó películas importadas. La revista El Fajr contenía páginas semanales sobre ciencia, literatura y cine.
Uno de los primeros camarógrafos y cineastas de este período fue Gadalla Gubara, quien más tarde se convirtió en el jefe de la Unidad de Cine de Sudán. 

## Desde la independencia hasta 2010
Cuando Sudán obtuvo su independencia en 1956, las nuevas autoridades establecieron la Unidad de Cine de Sudán para realizar cortos documentales educativos y noticiarios, muchos de los cuales fueron exhibidos en camiones móviles de cine.
El primer largometraje realizado en Sudán fue Hopes and Dreams, dirigido en 1970 por Ibrahim Mallassy en blanco y negro. Después, se realizaron muy pocos largometrajes, principalmente debido a la falta de financiación. Hussein Shariffe, un pintor, poeta y profesor de formación académica sudanés en la Facultad de Artes de la Universidad de Jartum, también se hizo conocido como cineasta desde los años 70 en adelante. En 1973, fue jefe de la sección de películas en el Ministerio de Cultura e Información y dirigió su primera película, The Throwing of Fire, un documental sobre un ritual en honor del sol de una tribu en el sur del Estado de Nilo Azul. Esta experiencia lo llevó a regresar al Reino Unido para estudiar cine en la Escuela Nacional de Cine y Televisión. Hasta 1997, Shariffe realizó varios documentales, por ejemplo, The Dislocation of Amber, un documental poético sobre el puerto histórico de Suakin en el Mar Rojo, o Diary in Exile, un relato de la vida en el exilio de los sudaneses en Egipto. En agradecimiento a la producción artística de Shariffe, el Festival de Cine Independiente de Sudán, fundado en 2014, se celebra anualmente en el aniversario de su muerte.
El cineasta sudanés con el trabajo más amplio de más de 100 documentales y noticiarios, Gadalla Gubara, también produjo algunos largometrajes, especialmente la historia de amor tribal Tajouj en 1979. Su hija, Sara Gadalla Gubara, aprendió a hacer cine en El Cairo, así como con su padre, lo ayudó en su productora privada llamada Studio Gad y se convirtió en la primera cineasta en Sudán. Su película, El amante de la luz (2004) es una metáfora de Gadalla Gubara y de su interés en sacar a la luz los problemas sociales a través de la realización de películas.
En Jartum y otras ciudades, más de 70 cines mostraron principalmente películas extranjeras indias, egipcias, americanas o italianas, pero también noticias y comerciales. A pesar del creciente número de personas que podían pagar los televisores, la popularidad de "ir al cine" fue considerable, como lo refleja Cinema Cinema, un programa semanal de revisión de películas en la Corporación Nacional de Radiodifusión de Sudán, propiedad del gobierno, que comenzó en 1962.
Después del golpe militar de 1989, el gobierno islamista de Sudán, sin embargo, suprimió el cine, así como gran parte de la vida cultural pública. Como consecuencia, la Compañía Sudanesa de Cine se disolvió y muchos cines propiedad del gobierno fueron descuidados o vendidos. El antiguo cine Coliseo, por ejemplo, se convirtió en parte de la sede de la policía antidisturbios de Jartum. Las imágenes en movimiento de los años 60, 70 y 80 se volvieron extremadamente raras de ver, y las de los archivos nacionales fueron cerrados. Hasta el presente, no existe un archivo de películas accesible al público, e incluso las imágenes fijas de estos períodos se encuentran dispersas por todo el país. Estas restricciones políticas, junto con el auge de la televisión por satélite e Internet, llevaron a las personas a ver películas en sus hogares y privaron a los artistas sudaneses del reconocimiento público, la financiación para la producción o distribución de películas y, sobre todo, la libertad artística. expresión. 
Disfrutando de márgenes de expresión más amplios, algunos cineastas de origen sudanés y viviendo en el extranjero han realizado películas sobre su país, como la cineasta británico-sudanés Taghreed Elsanhouri. Sus documentales Nuestro amado Sudán, Todo sobre Darfur, Orfanato de Mygoma o Madre desconocida exploran tanto la compleja sociedad en Sudán como las opiniones del director de cine como miembro de la importante comunidad de la diáspora sudanesa.

## Renacimiento cinematográfico
Con la ayuda de la introducción de equipos de cine digital, talleres para una nueva generación de cineastas y la financiación internacional o festivales, la década de 2010 vio varias iniciativas exitosas para restablecer la actividad cinematográfica en Sudán. En 2010, se fundó la Sudan Film Factory, y en 2014 el Festival de Cine Independiente de Sudán comenzó sus ediciones anuales con una creciente popularidad. En 2014, el cineasta sudanés Hajooj Kuka, que vive tanto en Sudán como en el extranjero, realizó una película documental aclamada internacionalmente sobre los continuos ataques del ejército sudanés contra la gente en las montañas Nuba. La película de Kuka, llamada Beats of the Antonov, proporciona un collage artístico sobre la guerra, música e identidad en las fronteras del sur de Sudán, y no se pudo mostrar en Sudán bajo el gobierno de la época. En 2015, partes del archivo fílmico de Gadalla Gubara habían sido digitalizadas por un proyecto de restauración de películas germano-sudanesas, por lo que estos documentales y el largometraje Tajouj podrían mostrarse a las nuevas generaciones en Jartum y en el extranjero.
En 2019, el documental Talking about Trees de Souhaib Gasmelbari sobre el declive del cine en Sudán ganó varios premios en festivales internacionales. El mismo año, la historia ficticia de You Will Die at 20 de Amjad Abu Alala ganó el premio León del Futuro en los Venice Days, una sección del festival de cine independiente que se lleva a cabo en paralelo y en asociación con el prestigioso Festival de Cine de Venecia. Otra joven cineasta sudanesa, que estudió cine en El Cairo y Alemania, es Marwa Zein. Su documental Khartoum Offside cuenta la historia del primer equipo femenino de fútbol en Jartum. Esta película tuvo su estreno mundial en el Berlinale Forum en 2019 y ganó premios en varios festivales internacionales de cine.
También se han producido y distribuido en Internet películas sudanesas contemporáneas de diferentes géneros. Un grupo de estos cineastas de video autodidacta, llamado Tartar Studio, tiene su sede en El Cairo y fue iniciado por un médico sudanés. Entre otros cortometrajes de animación, crearon una película sobre Sara Gubara, la hija del pionero del cine sudanés Gadalla Gubara. Acompañado de su propia voz en árabe, este breve video cuenta la historia de cómo Sara, la primera campeona de natación de Sudán, viajó a Nápoles, Italia, para participar en un concurso de natación de agua salada.